# La Promesse verte
Pour plus de détails, voir Fiche technique et Distribution.
La Promesse verte est un film français réalisé par Édouard Bergeon, sorti en 2024.
Le film suit Carole qui se bat pour sauver son fils Martin, condamné à mort en Indonésie, en affrontant les exploitants d'huile de palme responsables de la déforestation.

## Synopsis
Martin Landreau, étudiant en anthropologie, se rend dans la province indonésienne du Kalimantan, sur l'île de Bornéo. Il doit travailler comme bénévole dans une ONG qui dispense des soins de santé à la population locale. Le responsable Paul Lepage, un Québécois, l'accueille chaleureusement. Mais l'objectif réel de Martin est de rédiger son mémoire sur la déforestation liée à l'extension des plantations de palmiers destinées à la production d'huile de palme. Il entre en contact avec une activiste Dayak, Nila Jawad et son cousin Timo, qui lui montrent les ravages sur la biodiversité et le mode de vie des Dayaks, causés par la destruction de la forêt primaire et son remplacement par des plantations de palmiers. Martin filme les interactions musclées entre Dayak et responsables de la palmeraie qui exige leur expropriation, et se fait remarquer par Rudi, le chef de la sécurité de Palmyr, l'entreprise qui exploite les palmeraies. 
Le soir du mariage de Timo, le village Dayak est attaqué par les forces de sécurité de Palmyr qui incendient le village, tuent Timo et enlèvent Nila. Martin filme toute la scène et se fait violemment tabasser. Paul lui conseille de partir et de quitter le pays le plus vite possible. Avant de partir, Martin lance le transfert du fichier de sa vidéo. À l'aéroport, en attendant son avion, il s'endort mais une fois embarqué se fait arrêter par la police en possession de 600 grammes de cocaïne. Il est immédiatement incarcéré, accusé de trafic de drogue.
Lorsque sa mère Carole, professeur d'anglais aux Sables d'Olonne, apprend que son fils est emprisonné, elle se rend en Indonésie où elle bénéficie de l'aide de Saïd Ayouche, attaché d'ambassade. Elle rend visite à son fils en prison qui lui apprend l'existence de la vidéo. Elle cherche à la retrouver mais le transfert a été piraté, et Paul Lepage lui dit avoir détruit la carte mémoire pendant une perquisition menée par la police. En prison, Martin se lie d'amitié avec Peter, un Australien passionné de surf mais qui a cédé à la tentation du trafic de drogue pour financer ses voyages.  Carole revient quelques semaines plus tard pour assister au procès de son fils, au cours duquel Rudi et Paul témoignent contre lui. Martin est condamné à la peine capitale.
À son retour en France, Carole lit à l'aéroport devant les journalistes un texte polémique de son fils qui met en accusation le gouvernement indonésien et évoque une complicité de la France. Le Président français qui devait la recevoir annule la rencontre. Le ministre des affaires étrangères reproche à Carole de mettre de l'huile sur le feu et de compliquer la tâche de la diplomatie française. Carole prend conscience que l'huile de palme est utilisée dans de très nombreux produits de son quotidien, alimentaires ou cosmétiques, ainsi que dans des biocarburants prétendument verts. C'est cela, la "promesse verte" que Martin voulait dénoncer. Elle rencontre aussi discrètement Nila, qui a été libérée, et qui lui explique que l'ONG pour laquelle Martin a travaillé est en fait financée par Golden Palm, la filiale d'huile de palme durable et certifiée de Palmyr, qu'elle lui sert d'alibi. Martin est transféré dans une unité pour condamnés à mort en attente de leur exécution.
Saïd met Carole en contact avec Gilles Manzoni, un consultant qui lui explique les dessous économiques et géopolitiques du commerce d'huile de palme. Il lui dévoile que la diplomatie française a les mains liées et qu'il faut rentrer en contact avec Vivéol, une multinationale française qui a des capitaux dans Palmyr, et qui pourrait être sensible au dégât d'image que l'emprisonnement et l'éventuelle exécution de Martin pourrait causer. Il lui fait rencontrer Antoine Poulain, lobbyiste pour Vivéol, qui prétend que l'entreprise, très sensible à l'environnement, n'importe que de l'huile de palme "durable" de Golden Palm. Manzoni lui demande que Vivéol fasse pression sur Palmyr. En échange, Poulain demande à Carole d'intervenir auprès d'une députée écologiste, Anya Mbaye, qui se bat pour faire passer un amendement pour taxer davantage les importations d'huile de palme. La députée refuse, arguant que cela ne servirait à rien, et que les Indonésiens n'exécutent de toute façon pas les condamnés à mort occidentaux.    
Mais peu après, Carole apprend l'exécution de Peter, l'ami australien de son fils, ainsi que de trois autres étrangers incarcérés avec Martin. Anya Mbaye accepte de retirer son amendement. Mais la condamnation de Martin est confirmée en appel. Martin entame une grève de la faim. Carole se rend compte que Paul Lepage connaît personnellement Poulain, qu'ils ont chassé ensemble au Québec. Elle comprend que Paul a empêché le transfert de la vidéo de Martin, et dénoncé Martin. Elle et Saïd rendent visite à Paul, et Saïd retrouve une sauvegarde automatique de la vidéo dans l'ordinateur de Martin. Cette vidéo va leur servir de monnaie d'échange et leur permettre d'obtenir la libération de Martin, grâce à l'aide de la diplomatie française, mais en échange de son silence.

## Fiche technique
- Titre original : La Promesse verte
- Réalisation : Édouard Bergeon
- Scénario : Édouard Bergeon, Emmanuel Courcol et Luc Golfin
- Musique : Thomas Dappelo
- Montage : Luc Golfin
- Décors : Pascal Le Guellec
- Costumes : Anne Schotte
- Photographie : Éric Dumont
- Son : Philippe Vandendriessche, Alexandre Fleurant et Fabien Devillers
- Production déléguée : Christophe Rossignon
- Production associée : Philip Boëffard et Pierre Guyard
- Coproduction : Patrick Quinet et Édouard Bergeon
- Production exécutive : Ève François-Machuel
- Société de production : Nord-Ouest Films
- Société de distribution : Diaphana Distribution (France)
- Budget : 6 millions d'euros
- Pays de production :  France
- Langues originales : français, indonésien, anglais
- Format : couleur — 2,35:1
- Genre : drame, thriller
- Durée : 124 minutes
- Dates de sortie :
  - France : 27 janvier 2024 (festival Drôle d'endroit pour des rencontres, Bron) ; 27 mars 2024 (sortie nationale)
  - Suisse romande : 27 mars 2024
  - Belgique : 10 avril 2024

## Distribution
- Alexandra Lamy : Carole Landreau
- Félix Moati : Martin Landreau
- Sofian Khammes : Saïd Ayouche
- Julie Chen : Nila Jawad
- Antoine Bertrand : Paul Lepage
- David Chin : Maître Abang
- Adam Fitzgerald : Peter
- Philippe Torreton : Gilles Manzoni
- Charlie Costillas : Clément
- Olivier Mercier Ythier : Delors
- Fatou N'Diaye : la députée Anya Mbaye
- Emmanuel Courcol : le ministre
- Christophe Rossignon : l'ambassadeur de France en Indonésie
- Stéphane Pezerat : Antoine Poulain, le lobbyiste
- Karim Rissouli : lui-même, le présentateur de l'émission de télévision
- Louise Rossignon : Camille
- Thomas Jeand'Heur : Jérôme
- Best Tangwongsiri : Timo, le cousin de Nila
- Michael Schnörr : Rudi

## Production
Edouard Bergeon s'est intéressé à la question de l'huile de palme en raison des problèmes de son père, qui a été incité à planter du colza pour produire des biocarburants, avant de voir les prix chuter en raison de la concurrence de l'huile de palme importée. 

### Tournage
Compte tenu du sujet du film, il a été impossible pour Édouard Bergeon de tourner en Indonésie (sauf les plans aériens de la forêt primaire). L'essentiel de La Promesse verte a ainsi été conçu en Thaïlande, l'un des cinq plus grands pays producteurs d'huile de palme.